# 賓嫩湖
53°36′24″N 11°33′06″E / 53.606802°N 11.551539°E
賓嫩湖（德語：Binnensee），是德國的湖泊，位於該國東北部，由梅克倫堡-前波美拉尼亞州負責管轄，處於路德維希斯盧斯特-帕爾希姆縣，長0.7公里、寬0.4公里，面積0.18平方公里，海拔高度28米。